# Josip Radošević
Josip Radošević (* 3. April 1994 in Split) ist ein kroatischer Fußballspieler.

## Karriere

### Verein
Radošević begann seine Karriere in der Jugendabteilung von Hajduk Split. Seit November 2011 spielt er für die erste Mannschaft. Sein Debüt für die erste Mannschaft gab er am 23. November 2011 beim Viertelfinalspiel des kroatischen Pokals gegen NK Zagreb. 2012 wurde Radošević mit dem Hope of the Year-Award als bester Nachwuchsspieler der Liga ausgezeichnet.
Im Januar 2013 wechselte Radošević für drei Millionen Euro zur SSC Neapel. Da es in Italien nicht erlaubt ist, mehr als fünf Nicht-EU-Ausländer im Team zu haben, wurde er bis zum Saisonende ausgeliehen und im Sommer 2013 offiziell gekauft, da Kroatien zu diesem Zeitpunkt Mitglied der EU war. Im Januar 2015 wurde Radošević an HNK Rijeka verliehen. Im Januar 2016 wurde er nach Spanien an SD Eibar weiterverliehen.
Im August 2016 wechselte Radošević zu österreichischen Bundesligisten FC Red Bull Salzburg, bei dem er einen bis Juni 2017 gültigen Vertrag erhielt.
Zur Saison 2017/18 kehrte Radošević nach Kroatien zu Hajduk Split zurück. Im Sommer 2018 wechselte er zu Brøndby IF nach Dänemark. Mit dem Team gewann Radošević 2020/21 unter Trainer Niels Frederiksen die Dänische Meisterschaft.

### Nationalmannschaft
Radošević durchlief alle kroatischen U-Nationalmannschaften. Im August 2012 wurde er erstmals für die A-Nationalmannschaft berufen. Sein Debüt gab er beim Qualifikationsspiel zur WM 2014 gegen Belgien (1:1). Er ist damit der jüngste Spieler, der je für die kroatische Nationalmannschaft debütierte.

## Erfolge
- Kroatiens Nachwuchsspieler des Jahres: 2012
- Italienischer Pokalsieger: 2013/14
- Österreichischer Meister: 2016/17
- Österreichischer Pokalsieger: 2016/17
- Dänischer Meister: 2020/21